# Leonard Eugene Dickson
Leonard Eugene Dickson (Independence (Iowa), 22 januari 1874 – Harlingen (Texas), 17 januari 1954) was een Amerikaanse wiskundige.
Hij was een van de eerste Amerikaanse onderzoekers op het gebied van de abstracte algebra, in het bijzonder de theorie van eindige velden en de klassieke groepen. Hij wordt ook nog steeds herdacht voor zijn driedelige geschiedenis van de getaltheorie.